# Normas de origen
Las normas de origen son las reglas para atribuir un país de origen a un producto a fin de determinar su "nacionalidad económica". La necesidad de establecer normas de origen se deriva del hecho de que la implementación de medidas de política comercial, tales como aranceles, cuotas, remedios comerciales, en varios casos, depende del país de origen del producto en cuestión.
Las normas de origen se han convertido en un tema desafiante en el comercio internacional, no solo porque constituyen un área altamente técnica de elaboración de normas, sino también porque su designación y aplicación no se han armonizado en todo el mundo. La falta de armonía es aún más notable en la era del regionalismo, cuando se concluyen cada vez más tratados de libre comercio (TLC), creando el efecto de plato de espagueti.

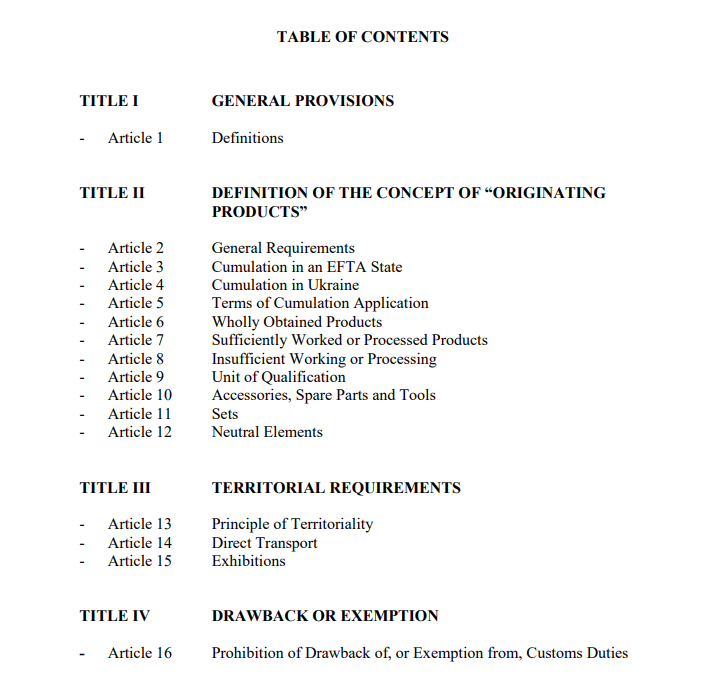
Tabla de Contenido del Anexo a las Normas de Origen en un TLC

## Definición de normas de origen
La definición más completa de normas de origen se encuentra en el Convenio Internacional para la Simplificación y Armonización de los Procedimientos Aduaneros (Convenio de Kyoto), que entró en vigor en 1974 y fue revisado en 1999. De acuerdo con el Anexo específico K de este Convenio:
"Normas de origen significa las disposiciones específicas, desarrolladas a partir de principios establecidos por la legislación nacional o acuerdos internacionales ("criterios de origen"), aplicados por un país para determinar el origen de las mercancías;"
La definición deja claro que las normas de origen son básicamente los "criterios" para determinar el origen de las mercancías. Dichos criterios pueden desarrollarse a partir de principios en la legislación nacional o tratados internacionales, pero la implementación de las normas de origen (es decir, certificación y verificación) siempre se realiza a nivel de país. También es importante señalar que el propósito de las normas de origen es definir el país de origen, no un área geográfica como una región o provincia (que es muy importante en el campo de los derechos de propiedad intelectual). El país de origen se encuentra a menudo en la etiqueta o el marcado de un bien, por ejemplo, "producto de China", "hecho en Italia", etc.
Teniendo en cuenta el modesto número de miembros de la Organización Mundial de Aduanas (OMA) que se adhieren al Anexo específico K (la adhesión a los Anexos específicos es opcional), el Convenio de Kyoto tiene un impacto bastante insignificante en la aplicación de las reglas de origen en el comercio internacional. Sin embargo, este Convenio proporciona muchas definiciones y normas importantes, que sirven como base armonizada para las leyes nacionales y los acuerdos comerciales para formular el origen. Además de la definición de normas de origen, también proporciona definiciones de "país de origen", "transformación sustancial" y una serie de prácticas recomendadas.

## Clasificación de las normas de origen
Las normas de origen pueden clasificarse en normas de origen no preferenciales y normas de origen preferenciales. Las normas de origen no preferenciales son las que se designan principalmente para mantener el trato de nación más favorecida (TNMF) dentro de la Organización Mundial del Comercio (OMC). Las normas de origen preferenciales son las asociadas con "regímenes comerciales contractuales o autónomos que conducen a la concesión de preferencias arancelarias que van más allá" de la aplicación TNMF. Esta separación está estipulada en el artículo 1 del Acuerdo sobre Normas de Origen de la OMC.
 Artículo 1: Normas de origen 
 1. A los efectos de las Partes I a IV de este Acuerdo, las normas de origen se definirán como aquellas leyes, reglamentos y determinaciones administrativas de aplicación general aplicadas por cualquier Miembro para determinar el país de origen de las mercancías, siempre que dichas normas de origen no estén relacionadas con regímenes comerciales contractuales o autónomos que conduzcan a la concesión de preferencias arancelarias que vayan más allá de la aplicación del párrafo 1 del artículo I del GATT de 1994.
2. Las normas de origen mencionadas en el párrafo 1 incluirán todas las normas de origen utilizadas en instrumentos de política comercial no preferencial, como en la aplicación del trato de nación más favorecida en virtud de los artículos I, II, III, XI y XIII del GATT de 1994; derechos antidumping y compensatorios de conformidad con el artículo VI del GATT de 1994; medidas de salvaguardia en virtud del artículo XIX del GATT de 1994; requisitos de marca de origen en virtud del artículo IX del GATT de 1994; y cualquier restricción cuantitativa discriminatoria o contingente arancelario. También incluirán las normas de origen utilizadas para la contratación pública y las estadísticas comerciales .
Es importante comprender la diferencia entre estas dos categorías de normas de origen. Las normas de origen no preferenciales se consideran "no preferenciales" porque se aplican sobre una base no preferencial para determinar el país de origen para determinados fines de aplicación dentro del sistema multilateral de comercio. En cambio, las reglas de origen en los TLC y en el Sistema de Preferencias Generalizadas (SPG) se consideran preferenciales porque ayudan a determinar el país de origen para otorgar un trato preferencial y especial a los productos originarios de una parte contratante o de un país beneficiario.
En principio, los TLC, así como sus normas de origen, deben notificarse a la OMC como una obligación de los Miembros. Sin embargo, las normas de origen de los TLC y los regímenes comerciales autónomos (por ejemplo, los esquemas SPG) no están sujetos a ningún requisito sustantivo de la OMC. Esto se debe a que el Acuerdo sobre Normas de Origen no regula cómo deben formularse e implementarse las normas de origen en un TLC o un esquema SPG. Existe sólo una breve Declaración Común sobre Normas de Origen Preferenciales, que establece algunas normas y recomendaciones para la formulación de normas de origen preferenciales. El hecho de que las normas de origen preferenciales no entren en el ámbito de la OMC agrega más divergencia al "plato de espagueti" de las normas de origen: cada TLC y cada régimen comercial autónomo puede formular sus propias normas de origen. Como consecuencia del rápido crecimiento del regionalismo, actualmente se aplican cientos de normas de origen en cientos de TLC. Según la OMC, al 4 de enero de 2019 estaban en vigor 291 TLC, contando solo los notificados a su Secretaría. Considerando que, según el Centro de Comercio Internacional (CCI), más de 440 TLC estaban en vigencia a finales de marzo de 2019.
De hecho, dentro de la OMC, las normas de origen no preferenciales no están más armonizadas que en los TLC. A pesar de los enormes esfuerzos realizados, el programa de trabajo para armonizar las normas de origen no preferenciales no ha logrado avances significativos hasta la fecha, lo que significa que todavía no existe un conjunto común de normas de origen para fines no preferenciales dentro de la OMC. Durante el denominado "período de transición", la formulación y aplicación de normas no preferenciales quedan literalmente a discreción de los Miembros. La única diferencia en comparación con las normas de origen preferenciales es que las normas de origen no preferenciales están sujetas a requisitos más vinculantes en los acuerdos de la OMC, en particular el Acuerdo sobre Normas de Origen y el Acuerdo sobre Facilitación del Comercio.
Hasta ahora, la iniciativa más exitosa para armonizar esta área de elaboración de normas a nivel multilateral es la implementación por parte de la OMC de reglas de origen preferenciales en favor de los países menos adelantados (PMA). La Decisión de Nairobi de 2015 sobre normas de origen preferenciales para los PMA, que se basa en la decisión adoptada a principios de 2013 en la Conferencia Ministerial de Hong Kong, ha establecido por primera vez directrices generales e instrucciones detalladas sobre cuestiones específicas para determinar la situación de los productos originarios de un país PMD. Además, los Miembros que otorgan preferencias deben notificar a la Secretaría sus criterios de origen prevalentes y otros requisitos de origen. Para permitir la transparencia y la comparabilidad, esas notificaciones también deben seguir un modelo adoptado por el Comité de Normas de Origen de la OMC.

## El papel de las normas de origen en el comercio internacional
Al ser el criterio para determinar la nacionalidad económica de las mercancías, el papel de las normas de origen se deriva intrínsecamente del hecho de que se aplican varias medidas de política comercial en función del origen de las importaciones. Por ejemplo, si el país A quiere imponer derechos antidumping a los productos siderúrgicos originarios del país B, es cuando entran en juego las normas de origen. Sin normas de origen, el país A no puede aplicar esta medida correctamente porque no puede determinar si el acero de un determinado envío se "fabrica en el país B". Más allá de esta cuestión fundamental, cuando los productos de acero originarios del país C solo transitan por el país B, no deberían estar sujetos a esta medida comercial correctiva; pero cuando los productos siderúrgicos del país B optan por transitar por el país C antes de ingresar al país A, debe considerarse una elusión de los derechos antidumping. Todas estas cuestiones dan lugar a la necesidad de formular y aplicar normas de origen. Básicamente, las normas de origen permiten la aplicación de medidas comerciales a las materias adecuadas siempre que se tenga en cuenta su nacionalidad. Asimismo, las normas de origen son cruciales para las estadísticas comerciales porque un país puede necesitar hacer un seguimiento de su balanza comercial con sus socios.
Las normas de origen son particularmente importantes en los TLC, que se establecen para otorgar preferencias exclusivamente a productos de origen preferencial. En este contexto, las normas de origen son indispensables para diferenciar entre las mercancías originarias de partes contratantes y las originarias de terceros países. Tal diferenciación tiene dos propósitos: (1) permite a la parte importadora determinar si un producto es elegible para un trato preferencial bajo el TLC en cuestión; (2) evita el escenario donde las exportaciones de terceros países ingresan al TLC a través del miembro con el arancel externo más bajo (es decir, la desviación del comercio). Esto explica por qué en una unión aduanera no es necesario establecer normas de origen entre sus partes contratantes: los miembros de una unión aduanera deben mantener un arancel externo común impuesto a las importaciones de terceros países.
Debido a ese papel, las normas de origen también ayudan a crear comercio entre los miembros de un acuerdo comercial preferencial. Este efecto de creación de comercio puede producirse a través de dos canales. En primer lugar, dado que las preferencias se destinan exclusivamente a bienes originarios de países socios, se deduce que una parte tiende a aumentar sus importaciones de otra parte de un TLC. Para ilustrar, si el país A firma un TLC con el país B, debido a aranceles más bajos, el producto X originario del país B ahora se vuelve más barato que el producto similar X 'originario del país C; por lo tanto, el país A tiene el incentivo de importar un volumen mayor de X. En segundo lugar, los insumos originarios de un país socio también son preferidos porque normalmente se consideran originarios de la otra parte donde se incorporan a la producción. Significa que el país A tiene el incentivo de utilizar insumos originarios del país B porque esto permitirá que sus productos califiquen para el estatus de originarios bajo el TLC con el país B más fácilmente. Ambos canales pueden dar lugar a un aumento del comercio entre el país A y el país B, pero también pueden tener un efecto adverso en su comercio con el país C (es decir, desviación del comercio). Por lo tanto, aunque las normas de origen ayudan a superar la desviación del comercio y fomentan la creación de comercio, también provocan desviación del comercio, que en muchos casos no es económicamente eficiente.

## Criterios de origen
Las normas de origen intentan reflejar la práctica del comercio y la producción. Es evidente que un producto puede ser obtenido o producido por un solo país, pero también puede ser un producto fabricado con la contribución de varios países. Por lo tanto, los criterios para determinar el origen de las mercancías, el elemento más importante de cualquier conjunto de normas de origen, se designan para reflejar estas dos circunstancias.

### Productos totalmente obtenidos o producidos
"Totalmente obtenido" se refiere principalmente a los productos naturales cultivados, recolectados, etc., en una Parte (país o territorio) y a los productos elaborados totalmente a partir de ellos. Normalmente en los TLC y esquemas SGP, estos productos se indican mediante una definición general o mediante una lista exhaustiva. El segundo método es el más común y también se considera más transparente.
El anexo específico K del Convenio de Kyoto revisado proporciona una lista de productos totalmente obtenidos o producidos, que puede tomarse como un buen ejemplo para el segundo método:
2. Estándar
Las mercancías producidas íntegramente en un país determinado se considerarán originarias de ese país. Solo se considerará que se produce íntegramente en un país determinado:
a. productos minerales extraídos de su suelo, de sus aguas territoriales o de su fondo marino;
b. productos vegetales cosechados o recolectados en ese país;
c. animales vivos nacidos y criados en ese país;
d. productos obtenidos de animales vivos en ese país;
e. productos obtenidos de la caza o pesca realizada en ese país;
f. productos obtenidos de la pesca marítima y otros productos extraídos del mar por un buque de ese país;
g. productos obtenidos a bordo de un buque factoría de ese país únicamente a partir de productos del tipo cubierto por el párrafo (f) anterior;
h. productos extraídos del suelo o subsuelo marino fuera de las aguas territoriales de ese país, siempre 
que el país tiene el derecho exclusivo de trabajar ese suelo o subsuelo;
i. desechos y desperdicios de operaciones de fabricación y procesamiento, y artículos usados, recolectados en
ese país y apto solo para la recuperación de materias primas;
j. mercancías producidas en ese país únicamente a partir de los productos mencionados en los párrafos (a) a (ij) anteriores.
Aunque las listas de productos totalmente obtenidos son más o menos idénticas en todos los acuerdos, existen todavía varias diferencias sutiles. Por ejemplo, algunos acuerdos consideran que los animales criados en un país se obtienen en su totalidad en ese país, mientras que la mayoría de los acuerdos requieren que nazcan y se críen allí. Además, la mayoría de los acuerdos incluyen en esta lista solo productos obtenidos en un solo país, mientras que algunos acuerdos también consideran un artículo como obtenido en su totalidad si está hecho en su totalidad a partir de insumos originarios de uno o más de un país socio.

### Productos no obtenidos en su totalidad
En el criterio de 'transformación sustancial', 'el origen se determina considerando como país de origen el país donde se ha llevado a cabo la última fabricación o transformación sustancial, considerada suficiente para dar a un producto básico su carácter esencial'. En otros es decir, una vez que un producto se compone de insumos de varios países, obtiene la condición de originario en el país que alberga las obras sustanciales dándole un carácter esencial. Existe la posibilidad de que trabajos realizados en diferentes países confieran al producto caracteres igualmente esenciales; en tal caso, se abonará el último. Existen varios métodos de aplicación para identificar el cumplimiento del criterio de 'transformación sustancial', que incluyen reglas que se basan (i) en el cambio de clasificación arancelaria, (ii) el porcentaje ad valorem, o (iii) la lista de operaciones de fabricación o procesamiento. Todos estos métodos intercambiables tienen ciertos aspectos positivos y negativos, y se pueden aplicar por separado o en combinación.

#### La regla del 'valor agregado'
Este método toma en cuenta el grado de fabricación o procesamiento que se realiza en un país calculando el valor que agrega a los productos. Si el valor agregado alcanza cierto umbral, expresado como un porcentaje, la fabricación o procesamiento se considerará sustancial o suficiente, lo que permitirá que las mercancías adquieran carácter originario en el país donde se realiza dicha fabricación o procesamiento. Una regla basada en el requisito de valor agregado puede expresarse en una de las siguientes pruebas:
(i) Porcentaje mínimo del valor agregado a los productos finales (acumulación o prueba directa): Las operaciones de fabricación o procesamiento que se realicen en el país de origen deben alcanzar un cierto grado, es decir, el porcentaje del valor que agregan al producto final. los productos deben ser iguales o superiores a un umbral determinado, para que estos últimos puedan obtener su origen allí. Esta prueba requiere una consideración entre el valor del contenido creado regional o localmente y el de los productos finales. Como resultado, la rigurosidad de las normas de origen aumentaría con el umbral de contenido regional o nacional. Por ejemplo, una regla que requiera el 40% de valor de contenido regional será más estricta que una que requiera el 35%.
(ii) Porcentaje máximo de insumos no originarios (prueba de reducción o indirecta): El uso de materiales o componentes no originarios en el procesamiento o fabricación en el país de origen está restringido a una tasa máxima. Esta prueba se basa en una comparación entre el valor de los insumos no originarios y el de los bienes finales. Por tanto, el rigor de las normas de origen sería inversamente proporcional a la concesión de insumos no originarios. A modo de ejemplo, una norma que autoriza el 60 por ciento del valor de los productos finales a provenir de materiales no originarios es más estricta que una que permite el 65 por ciento.

#### Cambio de clasificación arancelaria
Entre esos tres métodos de aplicación para expresar el criterio de "transformación sustancial", el Acuerdo sobre Normas de Origen considera que el cambio de clasificación arancelaria es el método principal. En su artículo 9 sobre los objetivos y principios de la armonización de las normas de origen, el Acuerdo sobre Normas de Origen divide la 'transformación sustancial' en dos grupos, en los que se distingue el 'cambio de clasificación arancelaria', mientras que los demás métodos se clasifican como 'complementarios'. '. Este artículo señala que, para garantizar la finalización oportuna del programa de trabajo de armonización, `` se llevará a cabo por sectores de productos, representados por varios capítulos o secciones de la nomenclatura del Sistema Armonizado (SA).  Solo cuando el uso de la nomenclatura no permite una expresión adecuada de 'transformación sustancial' si el Comité Técnico de Normas de Origen considerará desarrollar 'el uso, de manera complementaria o exclusiva, de otros requisitos, incluidos los porcentajes ad valorem y/o las operaciones de fabricación o procesamiento'.

#### Operaciones específicas de fabricación o procesamiento
Este método dicta procesos de producción específicos que pueden conferir el carácter originario de las mercancías. Requiere que los materiales no originarios pasen por ciertas operaciones de procesamiento o fabricación en un país para que la mercancía se considere originaria de ese país. Aunque el Convenio de Kyoto revisado ha eliminado este método, todavía se utiliza comúnmente en la práctica: la regla a menudo citada "de hilo en adelante" es un buen ejemplo. De hecho, este método está reconocido por el Acuerdo sobre Normas de Origen. El artículo 2(a)(iii) del Acuerdo establece que, en los casos en que se utilice este método, las operaciones que confieren origen a las mercancías en cuestión deben especificarse con precisión.

## Disposiciones generales de origen
Además de los criterios básicos de origen, las normas de origen también comprenden disposiciones generales que abarcan otros aspectos de la determinación del origen. Se denominan previsiones generales porque se aplican en todos los ámbitos y no son específicos de ningún producto. Aunque no hay armonía entre los acuerdos comerciales, el Estudio comparativo sobre las normas de origen de la OMA ha enumerado las disposiciones de esta categoría que se encuentran con mayor frecuencia. Sobre la base de este estudio, el Centro de Comercio Internacional proporciona el siguiente glosario como una breve guía para las empresas.
Accesorios, repuestos y herramientas: Una disposición que aclare el proceso de determinación de origen de los accesorios, repuestos o herramientas entregados con el bien.
Acumulación:
Una disposición que permite considerar como originarios de otro las mercancías obtenidas en un país miembro de un TLC y su procesamiento que se lleva a cabo en él.
Apelaciones:
Una disposición que establece un proceso de apelación con respecto a la determinación del origen y las resoluciones anticipadas.
Autoridad competente:
Una disposición que enumera las autoridades nacionales responsables de supervisar las disposiciones relacionadas con el origen y de emitir el certificado de origen. Este suele ser el gobierno o un departamento gubernamental que luego puede delegar el procedimiento de emisión de certificados a otras organizaciones nacionales.
Certificación:
Una disposición que detalla el tipo de documentación de origen que debe proporcionarse para reclamar tarifas preferenciales bajo un TLC.
De Minimis:
Una disposición que permite que se utilice una pequeña cantidad de materiales no originarios en la producción del bien sin afectar su carácter originario. La disposición actúa como la relajación de las reglas de origen.
Devolución de impuestos:
Una disposición que se refiere a reclamaciones o reembolsos de derechos de aduana pagados previamente sobre los insumos. En el contexto de los TLC, la disposición de devolución de derechos, generalmente se relaciona con la capacidad de reclamar derechos atrasados pagados sobre materiales no originarios utilizados para producir el bien final que se exporta bajo aranceles preferenciales.
Embalaje:
Una disposición que aclara si el embalaje debe tenerse en cuenta al determinar el origen del producto.
Errores menores:
Una disposición que aclara que cuando el origen de las mercancías no está en duda, las solicitudes de origen preferencial no deben rechazarse como resultado de pequeños errores administrativos y discrepancias.
Exención de certificación:
Una disposición que enumera las exenciones del requisito de proporcionar una prueba de origen. En determinadas circunstancias, las mercancías originarias pueden importarse a un país del TLC sin una prueba de origen y seguir considerándose originarias.
Exportador autorizado:
La disposición de exportador aprobado se refiere a los exportadores que cumplen con ciertas condiciones, exportan frecuentemente bajo un TLC y están registrados con las autoridades aduaneras locales (han obtenido una autorización de exportador aprobada).
Exposiciones:
Una disposición que permite que un bien originario sea comprado en un país tercero (no miembro de un TLC) durante una exhibición e importado a un país del TLC bajo trato preferencial.
Materiales fungibles:
Una disposición que determina cómo se deben rastrear (contabilizar) los materiales fungibles no originarios y originarios cuando ambos tipos se almacenan juntos y / o se utilizan para producir bienes originarios y no originarios. Permite el seguimiento de ambos tipos de mercancías, no a través de la identificación física y la separación, sino sobre la base de un sistema de gestión de contabilidad o inventario.
Materiales indirectos:
Una disposición que especifica que el origen de ciertos materiales (referidos como indirectos o neutros) utilizados en el proceso de producción no debe tenerse en cuenta al determinar el origen del bien final.
Operaciones no calificadas:
Una disposición que enumera las operaciones que no confieren origen. Se consideran por debajo del umbral de producción/procesamiento suficiente.
Penaltis:
Una disposición que especifica las consecuencias legales de presentar una documentación de origen basada en información incorrecta o falsificada. Estos pueden relacionarse con sanciones penales, civiles y administrativas.
Perfeccionamiento pasivo:
Una disposición que permite que un bien sea retirado temporalmente del territorio del TLC y procesado en el tercer país sin afectar la determinación del origen del producto final. No se tiene en cuenta el hecho de que el bien ha salido del territorio de un TLC durante el proceso de producción.
Periodo de validez:
Una disposición que especifica el tiempo durante el cual un certificado de origen o una declaración de origen (ver prueba de origen) es válido desde el momento en que ha sido emitido.
Principio de territorialidad:
Una disposición que establece que a los efectos de determinar el origen de las mercancías, toda la elaboración y el procesamiento deben realizarse dentro del territorio de las partes en el acuerdo sin interrupción.
Resoluciones anticipadas:
Una disposición que permite a un exportador o un importador obtener una opinión oficial y legalmente vinculante sobre la clasificación, el origen o el valor en aduana de sus productos de las autoridades aduaneras locales antes de exportar/importar las mercancías.
Transporte directo:
Una disposición que requiere que los bienes que reclaman un trato preferencial en virtud de un TLC se envíen directamente desde el país de origen del TLC al país de destino del TLC.

## Certificación y verificación de origen
La certificación y la verificación son aspectos de procedimiento de las normas de origen, pero no son menos importantes. Incluso si un producto cumple los criterios de origen sustantivo, no tendrá derecho a preferencias a menos que cumpla con los requisitos de procedimiento. Los requisitos relacionados con la certificación y la verificación generalmente se proporcionan en anexos denominados procedimientos operativos o, a veces, en los capítulos sobre procedimientos aduaneros. Esos anexos o capítulos incluyen una serie de disposiciones, como la retención de documentos, la devolución de los derechos pagados en exceso, errores menores, etc., que deben tenerse en cuenta si los comerciantes desean reclamar preferencias por sus productos.
Básicamente, para ser elegible para un trato preferencial, un envío debe ir acompañado de una prueba de origen. La forma más popular de prueba de origen requerida en la mayoría de los acuerdos comerciales es un certificado de origen. Además, existen otras formas de prueba de origen, por ejemplo, una declaración de origen o una declaración de origen. Muchos acuerdos proporcionan umbrales de valor por debajo de los cuales se puede renunciar a las pruebas de origen.
Con respecto a la certificación, un comerciante debe saber si el acuerdo comercial en virtud del cual reclama preferencias permite la autocertificación. Si está permitido, el comerciante (ya sea el productor, el exportador o, en algunos casos, el importador) solo necesita completar la información relacionada con el envío en un formulario prescrito (si lo hubiera) y declarar que las mercancías enumeradas en el mismo cumplir con los criterios de origen y otros requisitos. Sin embargo, si no se permite la autocertificación, el comerciante debe solicitar una prueba de origen emitida por una autoridad certificadora, que normalmente es la cámara de comercio o una agencia del ministerio de comercio o comercio. Para obtener dicho documento, el exportador o el productor deberá presentar diversos documentos relacionados con la producción o fabricación de la mercancía. La autoridad competente examinará los documentos y visitará las instalaciones del solicitante para verificar si es necesario y certificar si las mercancías cumplen con los criterios de origen establecidos en el acuerdo comercial en cuestión.
En cuanto a la verificación, cuando el envío llegue al puerto de entrada en el país importador, se presentará la prueba de origen a la autoridad aduanera. Para facilitar el comercio, a veces no se requiere una presentación física: el importador o su representante pueden simplemente presentar el número de documento y/o una copia electrónica del mismo. La aceptación por parte de la aduana de la prueba de origen decidirá si el envío tiene derecho a un trato preferencial. En caso de que surjan dudas, la autoridad aduanera puede recurrir a varias medidas, por ejemplo, examinar la prueba u origen original o verificar la información del documento y las mercancías realmente importadas. Las aduanas pueden exigir que el comerciante proporcione más información o incluso que se ponga en contacto con la autoridad expedidora del país exportador para obtener más aclaraciones.

## Instituciones y normas de origen

### Instituciones nacionales
Debido a que las normas de origen se implementan a nivel de país, son las instituciones nacionales las que se ocupan directamente de los procedimientos de certificación y verificación. Las autoridades competentes difieren de un país a otro y también varían según los acuerdos comerciales.

#### Autoridades emisoras
Una autoridad emisora puede ser una de las siguientes instituciones:
- Cámara de Comercio
- Autoridad gubernamental específica asignada por un acuerdo comercial y/o legislación nacional
- Autoridad aduanera

Para citar un ejemplo, en Vietnam, las mercancías exportadas a un país importador bajo un régimen no preferencial pueden necesitar un certificado de origen no preferencial certificado por la Cámara de Comercio e Industria de Vietnam. La Cámara también es responsable de emitir un certificado de origen preferencial tipo A si las mercancías se exportan a un país que concede el SGP. Sin embargo, si las mercancías se comercializan bajo un TLC, la autoridad emisora será una Oficina de Administración de Importaciones y Exportaciones local, directamente dependiente del Ministerio de Industria y Comercio.

#### Autoridades verificadoras
Las autoridades verificadoras son, en principio, las autoridades aduaneras de los países importadores, a menos que se especifique lo contrario. El motivo es que la verificación de origen en el país importador debe realizarse cuando las mercancías llegan al puerto de entrada para determinar los aranceles (preferenciales) que se aplican al envío, el cual se enmarca en el ámbito de sus aduanas. En particular, en muchos acuerdos, las aduanas se indican como autoridades certificadoras y verificadoras.

### Organizaciones internacionales
Cabe señalar que las organizaciones internacionales no son las instituciones que tratan directamente con los comerciantes. Sin embargo, tienen un papel muy importante en la formación, administración y facilitación de la aplicación de las reglas de origen.

#### Organización Mundial del Comercio
La OMC administra el Acuerdo sobre Normas de Origen. Tiene comités de Normas de Origen. Aunque la mayor parte del trabajo de la OMC se refiere a las normas de origen no preferenciales, la iniciativa actual sobre normas de origen para los PMA es una labor importante que está llevando a cabo la OMC. Exige a los Miembros que se comprometen en virtud de las Declaraciones Ministeriales a presentar notificaciones sobre sus normas de origen en trato preferencial para los PMA. La página web de la OMC sobre normas de origen no preferenciales ofrece un archivo de documentos relacionados con normas de origen no preferenciales en los Miembros. También proporciona una base de datos sobre las normas de origen preferenciales notificadas en el marco de la iniciativa de los PMD.
Además, el nuevo Acuerdo sobre Facilitación del Comercio de la OMC también proporciona nuevos puntos de referencia para los aspectos relacionados con las aduanas en la aplicación de las normas de origen. Por ejemplo, el artículo de este acuerdo dispone que cada miembro emitirá una resolución anticipada sobre el origen de las mercancías "de manera razonable y en un plazo determinado al solicitante que haya presentado una solicitud por escrito que contenga toda la información necesaria".

#### Organización Mundial de Aduanas
La OMA administra muchos convenios importantes relacionados con las normas de origen, por ejemplo, el Convenio de Kyoto revisado. También administra el Sistema Armonizado, que es la base para elaborar listas arancelarias y también la base para determinar el origen de las mercancías cuando se aplica la regla del "salto arancelario". La OMA está a cargo conjuntamente del Comité Técnico de Reglas de Origen. Según lo dispuesto en el artículo 4.2 del Acuerdo de la OMC sobre Normas de Origen, "el Comité Técnico es un órgano de la OMC, pero ha funcionado bajo los auspicios de la OMA según lo dispuesto en el artículo 4.2 del Acuerdo de Origen. Por lo tanto, el Consejo de la OMA ejerce su supervisión sobre el Comité Técnico únicamente con respecto a asuntos administrativos". La OMA también publica una serie de directrices y estudios sobre diferentes aspectos de las normas de origen, que son de gran utilidad para las empresas. Por ejemplo, el Compendio de origen de la OMA (2017) y el Estudio comparativo sobre normas de origen preferenciales (versión 2017).

#### Centro de Comercio Internacional
En una iniciativa conjunta con la OMA y la OMC, el Centro de Comercio Internacional introduce el Facilitador de Normas de Origen, que brinda acceso gratuito y fácil de usar a la base de datos del ITC sobre reglas de origen y documentación relacionada con el origen en cientos de acuerdos comerciales. El Facilitador también se combina con las enormes bases de datos de acuerdos comerciales y arancelarios que el ITC's Market Access Map ha construido y mantenido continuamente desde 2006, dando como resultado una solución de inteligencia de mercado única que permite a las empresas, en particular a las de países en desarrollo, beneficiarse de acuerdos comerciales en todo el mundo. Actualmente, el Facilitador contiene datos de más de 230 TLC aplicados por más de 190 países, así como de regímenes no preferenciales de la UE, Estados Unidos y Suiza. Esta base de datos se está expandiendo gradualmente con el objetivo final de cubrir más de 400 TLC y esquemas preferenciales que están actualmente activos en el mundo.
El Facilitador de Reglas de Origen tiene como objetivo ayudar a las pequeñas y medianas empresas a aumentar el comercio aprovechando las oportunidades comerciales mundiales en forma de tipos de derechos bajos en virtud de los acuerdos comerciales. La herramienta también puede ser utilizada por legisladores, negociadores comerciales, economistas y otros usuarios. Cualquier usuario puede simplemente buscar información sobre criterios de origen, otras disposiciones de origen y documentación comercial ingresando el código SA de su producto.

#### Cámara de Comercio Internacional

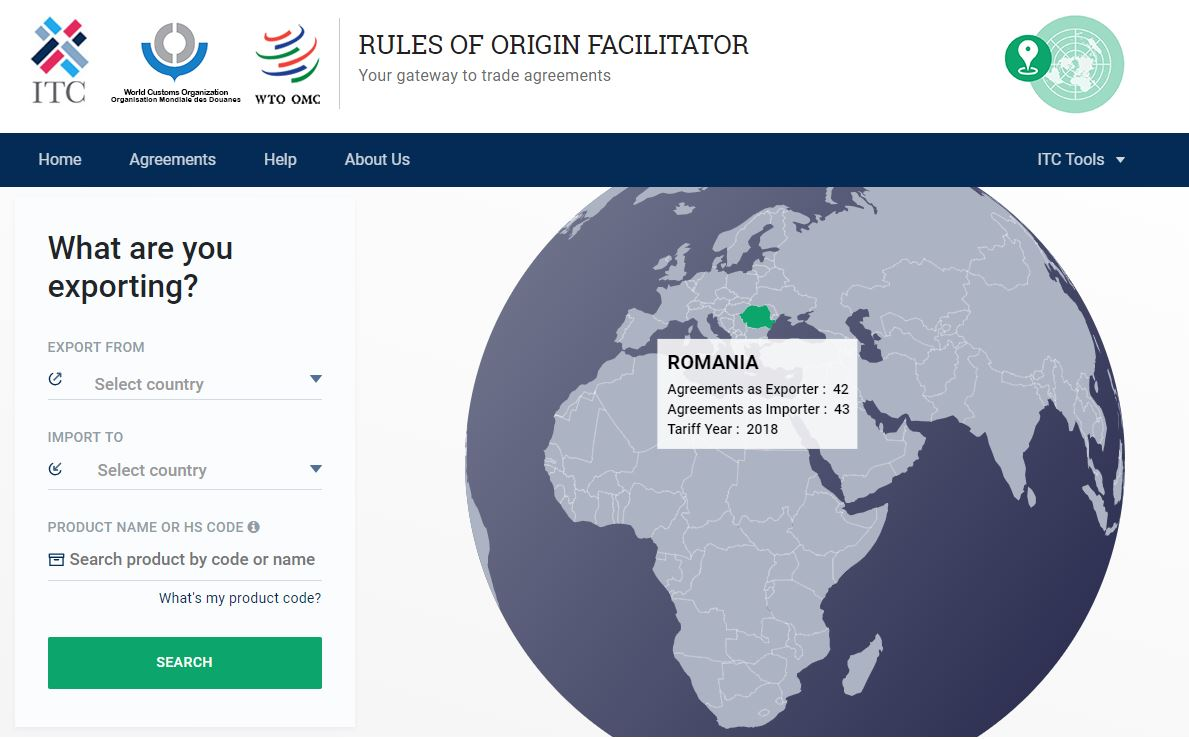
Facilitador de Normas de Origen

La ICC no se ocupa directamente de los trámites presentados por los comerciantes, pero esta organización empresarial más grande del mundo está contribuyendo mucho a los trabajos de las cámaras de comercio en los países, lo que significa que están mejorando el trabajo de las autoridades emisoras.
A raíz de la Convención de Ginebra de 1923, los gobiernos han delegado la emisión de certificados de origen a las cámaras. Las cámaras se consideran organizaciones competentes y se las considera un tercero responsable y confiable con neutralidad e imparcialidad. El Consejo de la Federación Mundial de Cámaras de la ICC sobre Certificado Internacional de Origen (CIO) se estableció para mejorar y promover la posición única de las cámaras como agente natural en la emisión de documentos comerciales. La Federación ha establecido un conjunto universal de procedimientos para la emisión y certificación de certificados por cámaras de todo el mundo.